# Milán Matos
Milán Matos León (Guantánamo, 1949. november 12. – 2018. március 16.) kubai atléta, távolugró.

## Pályafutása
Az 1972-es müncheni olimpián a 27. helyen végzett. Az 1976-os montréali olimpián 18. lett. Az 1975-ös pánamerikai játékokon a negyedik helyen végzett. Egyéni legjobbja 796 cm volt (1975).